# Јурај Даничић
Јурај Даничић (1521 – 1599) је био вођа сењских ускока.

## Биографија
Рођен је у Сењу 1521. године. Дуже време је ометао пловидбу дубровачких бродова на Јадрану. Упадао је с ускоцима преко млетачке на турску територју. Године 1557. поразио је урску колону која се преко Гробника и Лике враћала из Крањске у Босну. Године 1565. водио је борбу око Макарске са турским бродовима. У раздобљу до 1571. је са Турцима имао више сукоба. Од аустријског надвојводе Карла II добио је 1570. године титулу витеза. Након закључења мира између Венеције и Турске (1573), нападао је и венецијанске бродове. Уцењен је од Венеције 1582. године. Почетком јануара следеће године, са ускоцима и групом Далматинаца безуспешно напада Турке у Клису. Последњи сукоб са Турцима имао је 1595. године у Лици, када је поразио Сафера, зворничког бега. Умро је 1599. године.